# Ritratto (Mia Martini)
Ritratto è una raccolta di brani musicali di Mia Martini, pubblicata su 33 giri nel 1986 dalla etichetta Ricordi.

## La raccolta
La raccolta comprende brani tratti dagli album Nel mondo, una cosa, È proprio come vivere e Sensi e controsensi.

### Tracce
1. E stelle stan piovendo - 3.36
2. Gentile se vuoi - 3.19
3. Ritratti della mia incoscienza - 5.00
4. Tutti uguali - 3.10
5. Piano pianissimo - 3.17
6. Volesse il cielo - 1.35
7. Controsensi - 5.39
8. Donna fatta donna - 3.16
9. Neve bianca - 3.13
10. Io straniera - 3.24
11. Madre - 5.07